# Blind Willie McTell
Blind Willie McTell, geboortenaam William Samuel McTier, (Thomson, 5 mei 1898/1901/1903 – Milledgeville, 19 augustus 1959) was een Amerikaanse zanger en gitarist uit Georgia en een van de belangrijkste vertegenwoordigers van de piedmontblues.
McTell overleed kort voor de bluesrevival van de jaren 1960, maar zijn Statesboro Blues raakte in 1968 bekend door de bluesrockuitvoering van Taj Mahal, in 1971 gevolgd door de versie van The Allman Brothers Band. Rond dezelfde tijd werden zijn originele opnames uit de jaren 1920 en 1930 opnieuw uitgebracht en deze herontdekking inspireerde Bob Dylan tot de dichtregel: "Nobody can sing the blues like Blind Willie McTell."
Ook in de 21e eeuw blijft Blind Willie McTell populair, zoals onder meer blijkt uit de covers van zijn werk door The White Stripes, die hun album De Stijl mede aan hem opdroegen.

## Levensloop
Blind Willie McTell werd geboren als William Samuel McTier in Thomson (Georgia). Er bestaat onzekerheid over zijn geboortejaar. De diverse bronnen noemen de jaren 1898, 1901 en 1903. Bij zijn geboorte was hij blind in één oog en later in zijn jeugd verloor hij ook het zicht in zijn andere oog. Hij bezocht blindenscholen in Georgia, New York en Michigan. Zijn muziektalent viel al jong op. Hij begon met mondharmonica en accordeon en leerde muziek schrijven en lezen in braille. In zijn vroege tienerjaren kreeg hij zijn eerste (zessnarige) gitaar. Hij kwam uit een muzikale familie: zijn beide ouders en een oom speelden gitaar en hij was familie van de blueszanger en gospelpionier Thomas A. Dorsey.
Na de dood van zijn moeder in de jaren 1920 verliet hij zijn geboortestad en begon hij een carrière als rondreizende muzikant. Hij trad op in jukejoints en als straatzanger in Atlanta, Augusta en andere steden in Georgia. Zijn eerste plaatopnames maakte hij in 1927 voor Victor Records in Atlanta. Hij heeft nooit een grote hit gehad, maar hij was bekend en getalenteerd genoeg om geregeld de aandacht van platenmaatschappijen te trekken. Hij maakte opnames voor diverse labels onder allerlei verschillende namen: Blind Willie McTell (voor Victor en Decca), Blind Sammie (voor Columbia), Georgia Bill (voor Okeh), Hot Shot Willie (voor Victor), Blind Willie (voor Vocalion en Bluebird), Barrelhouse Sammie (voor Atlantic) en Pig & Whistle Red (voor Regal). De naam "Pig & Whistle" was een verwijzing naar een keten van barbecuerestaurants in Atlanta. McTell speelde vaak voor fooien op de parkeerplaats van een Pig 'n Whistle-restaurant. Hij speelde ook achter een nabijgelegen gebouw dat later bekendstond als Ray Lee's Blue Lantern Lounge. Net als Lead Belly, een andere zanger die zijn carrière op straat begon, had McTell een voorkeur voor de robuuste twaalfsnarige gitaar, die met zijn luidere volume geschikt was voor optredens in de openlucht.
In 1934 trouwde hij met Ruth Kate Williams, beter bekend onder haar artiestennaam Kate McTell, die als zangeres samen met hem optrad en platen opnam, voordat ze haar diploma van verpleegster behaalde in 1939. Vanaf 1942 leefden ze voor de meeste tijd gescheiden, zij in Fort Gordon bij Augusta, hij in Atlanta.
In 1940 werd McTell door de folklorist John A. Lomax (de vader van Alan Lomax) en zijn tweede vrouw Ruby Terrill Lomax ontvangen in hun hotelkamer in Atlanta. Twee uur lang interviewden ze hem en speelde hij in ruil voor tien dollar nummers die ze opnamen voor The Archive of American Folk Song van de Library of Congress. Op hun verzoek zong hij ook folksongs (The Boll Weevil, John Henry) en spirituals (Amazing Grace) die normaal geen onderdeel uitmaakten van zijn commerciële repertoire. Op de opnames is verder te horen dat John A. Lomax hem vroeg of hij ook complaining songs kende, oftewel protestliederen over de slechte positie van de zwarten in het Zuiden ("about colored people having hard times in the South and the mistreatment of the colored"), maar McTell gaf hierop een ontwijkend antwoord en Lomax merkte dat de vraag hem een onbehaaglijk gevoel gaf. Ten slotte zei McTell dat de witte mensen hem altijd goed behandelden en dat iedereen het nu eenmaal zwaar had in deze wereld: "It's a mean world to live in."
McTell was een van de weinige countrybluesgitaristen die ook in de jaren 1940 en 1950 als muzikant een boterham wist te verdienen, op straat of op feesten en partijen. In deze tijd trok hij vaak op met zijn oude kompaan Curley Weaver. Na de Tweede Wereldoorlog maakte hij nog twee keer opnames voor een commerciële platenmaatschappij, en wel voor Atlantic en Regal, maar de verkoop viel tegen. Zijn allerlaatste opnames werden in 1956 gemaakt door de eigenaar van een platenwinkel in Atlanta die hem met een fles corn whiskey ertoe verleidde een optreden in zijn zaak te geven. Deze opnames werden postuum uitgebracht onder de titel Last Session door Prestige/Bluesville Records. Vanaf 1957 was McTell actief als prediker in de Mt. Zion Baptist Church in Atlanta.
Blind Willie McTell overleed op 19 augustus 1959 in Milledgeville (Georgia) aan de gevolgen van een beroerte. Hij werd begraven bij Jones Grove Church, niet ver van zijn geboorteplaats Thomson. Hij werd in 1981 opgenomen in de Blues Hall of Fame en in 1990 in de Georgia Music Hall of Fame.

## Muziek

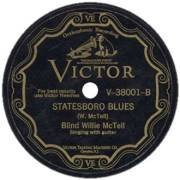
De originele Statesboro Blues

McTell was een veelzijdige performer met een breed repertoire van blues, ragtime, folk, vaudeville, hokum en gospel. Zijn blues- en ragtimenummers behoren tot de piedmontblues, die wordt gekenmerkt door een vloeiende, gesyncopeerde gitaarstijl. Maar terwijl zijn streekgenoten zich meestal beperkten tot fingerpicking, was hij daarnaast ook een geraffineerde slidegitarist. Een andere bijzonderheid was dat hij (net als Lead Belly) vrijwel uitsluitend op twaalfsnarige gitaren speelde. Hij zong met een soepele, enigszins onderkoelde tenorstem en onderscheidde zich daarmee van de rauwere deltabluesmannen zoals Charley Patton, Willie Brown en Son House.
Bekende nummers van hem zijn Statesboro Blues, Southern Can is Mine, Broke Down Engine Blues en Stomp Down Rider.
Statesboro Blues verwijst naar de stad Statesboro (Georgia), waar McTell een deel van zijn jeugd doorbracht, en raakte in 1968 bekend door de bluesrockuitvoering van Taj Mahal met de slidegitaar van Jesse Edwin Davis. Deze versie werd in 1971 gecoverd door The Allman Brothers Band, kort voor de dood van Duane Allman.
The White Stripes droegen in 2000 hun album De Stijl op aan zowel Gerrit Rietveld als Blind Willie McTell en coverden twee nummers van hem: Southern Can is Mine (op het album) en Lord, Send Me an Angel (als single met You're Pretty Good Looking op de B-kant).
Singer-songwriter Ralph McTell heeft zijn artiestennaam aan hem ontleend. De Britse alternatieve rockband Kill It Kid heeft zich naar een nummer van McTell genoemd dat hij op zijn laatste sessie in 1950 speelde.

## Discografie

### Periode 1927-1935
Dit is een overzicht van de 78 toerenplaten die Blind Willie McTell onder diverse namen heeft uitgebracht. Achter de titels staan de opnamedata.
Als Blind Willie McTell, zang, 6-snarige gitaar (Victor, 1927-1929, Atlanta)
- Stole Rider Blues – Mr. McTell Got the Blues (Victor 21124) – 21 oktober 1927, Atlanta
- Writing Paper Blues – Mamma, Tain't Long Fo' Day (Victor 21474) – 21 oktober 1927
- Three Women Blues – Statesboro Blues (Victor V38001) – 17 oktober 1928
- Dark Night Blues – Loving Talking Blues (Victor V38032) – 17 oktober 1928
- Drive Away Blues – Love Changing Blues (Victor V38580) – 26 & 29 november 1929

Destijds niet uitgebracht:
- Mr. McTell Got The Blues – 21 oktober 1927, Atlanta
- Death Room Blues – 26 november 1929
- Hard Working Mama – 26 november 1929
- Blue Sea Blues – 29 november 1929, Atlanta
- South Georgia Bound Blues – 29 november 1929
- Mr. McTell's Sorrowful Moan – 29 november 1929
- Weary-Hearted Blues – 29 november 1929

Als Blind Sammie, zang, gitaar (Columbia, 1929-1931, Atlanta)
- Atlanta Strut – Kind Mama (Columbia 14657-D) – 30-31 oktober 1929, Atlanta
- Travelin' Blues – Come on Around to My House Mama (Columbia 14484-D) – 30 oktober 1928
- Talking to Myself – Razor Ball (Columbia 14551-D) – 17 april 1930
- Southern Can Is Mine – Broke Down Engine Blues (Columbia 14632-D) – 23 oktober 1931

Destijds niet uitgebracht:
- Cigarette Blues – 30 oktober 1929
- Real Jazz Mama – 31 oktober 1929

Als Georgia Bill (OKeh, oktober 1931, Atlanta) met Curley Weaver, gitaar, spoons (op Low Rider's Blues)
- Low Rider's Blues – Georgia Rag (OKeh 8924) – 31 oktober 1931, Atlanta
- Stomp Down Rider – Scarey Day Blues (OKeh 8936) – 23 oktober 1931

Als Hot Shot Willie (Victor, 22 februari 1932, Atlanta), met Ruby Glaze zang (en gitaar?)
- Mama, Let Me Scoop for You – Rollin' Mama Blues (Victor 23328) – 22 februari 1932, Atlanta
- Lonesome Day Blues – Searching the Desert for the Blues (Victor 23353) – 22 februari

Als Blind Willie (Vocalion, september 1933, New York), met Partner (Curley Weaver, gitaar; zang op Warm It Up To Me)
- Savannah Mama – B and O Blues No. 2 (Vocalion 02568) – 18 & 21 september 1933, New York
- Broke Down Engine – Death Cell Blues (Vocalion 02577) – 18 & 19 september 1933
- Warm It Up to Me – Runnin' Me Crazy (Vocalion 02595) – 14 & 21 september 1933
- It's a Good Little Thing – Southern Can Mama (Vocalion 02622) – 14 & 21 september 1933
- Lord Have Mercy, if You Please – Don't You See How This World Made a Change (Vocalion 02623) – 18 september 1933
- My Baby's Gone – Weary Hearted Blues (Vocalion 02668) – 18 & 21 september 1933

Destijds niet uitgebracht:
- Lay Some Flowers On My Grave
- It's Your Time To Worry – 14 september 1933
- Broke Down Engine No. 2 – 18 september 1933
- Love-Makin' Mama – 19 september 1933
- Let Me Play With Your Yo-Yo – 19 september 1933
- Hard To Get – 19 september 1933
- Death Room Blues – 19 september 1933
- Lord, Send Me An Angel – 19 september 1933
- Snatch That Thing – 19 september 1933

Als Blind Willie (Decca, 23 & 25 april 1935, Chicago), met Kate McTell (zang), Curley Weaver (gitaar)
- Bell Street Blues – Ticket Agent Blues (Decca 7078) – 23 & 25 april 1935
- Dying Gambler – God Don't Like It (Decca 7093) – 23 april 1935
- Ain't It Grand to Be a Christian – We Got to Meet Death One Day (Decca 7130) – 23 april 1935
- Your Time to Worry – Hillbilly Willie's Blues (Decca 7117) – 25 april 1935
- Cold Winter Day – Lay Some Flowers on My Grave (Decca 7117) – 25 april 1935

Destijds niet uitgebracht:
- Don't Let Nobody Turn You Around – 23 april 1935, Chicago
- I Got Religion, I'm So Glad – 23 april 1935
- Let Me Play With Your Yo-Yo – 23 april 1935
- Death Room Blues – 25 april 1935
- Dying Doubter Blues – 25 april 1935
- Cooling Board Blues – 25 april 1935

Compilaties (selectie)
- Blind Willie McTell. 1927-1933. The Early Years, 1968/1989 (Yazoo L-1005)
- Blind Willie McTell. 1927-1935, 1974/1991 (Yazoo L-1037)
- Blues in the Dark, 1983 (MCA-1368)

### Opnames door John Lomax in 1940
- Blind Willie McTell: 1940 – The Legendary Library of Congress Session, 1966, (Melodeon MLP 7323)

### Naoorlogse opnames
Als Barrelhouse Sammy (1950)
- Kill It Kid – Broke-Down Engine Blues (Atlantic 891)

Als Blind Willie (1950)
- River Jordan – How About You (Regal 3260)
- It's My Desire – Hide Me in Thy Bosom (Regal 3272)

Als Willie Samuel McTell met Curley Weaver, samen onder de naam Pig and Whistle Band (1950)
- Love Changing Blues – Talkin' to You Mama (Regal 3277)

Als Blind Willie McTell (de laatste opnames uit 1956, Atlanta)
- Last Session, 1961 (Bluesville BV 1040)

## Trivia
- Blind Willie McTell komt verscheidene keren terug in het boek Ruw van Marie Kessels, dat een sinds kort blinde hoofdpersoon heeft.

- Bibliothèque nationale de France: cb13926294q (data)
- Gemeinsame Normdatei: 133717194
- International Standard Name Identifier: 0000 0003 6863 0140
- Library of Congress Control Number: n82122641
- MusicBrainz: 81e02e29-e46a-49cb-bf13-d204cbe86daa
- Nationale Bibliotheek van Israël: 987007329534105171
- SNAC: w6vf008n
- Système universitaire de documentation: 087932539
- Virtual International Authority File: 100315623
- WorldCat: E39PBJc7Wr7QRtwRvWKvFJ3WjC